# Josef Ripfel
Josef „Jupp“ Ripfel (* 2. September 1938 in Nesselwang) ist ein ehemaliger deutsch-schwedischer Radrennfahrer und Radsporttrainer.

## Sportliche Laufbahn
Josef Ripfel wurde in Deutschland geboren. 1960 nahm er an den Ausscheidungsrennen zu den Olympischen Sommerspielen 1960 in Rom zwischen den Mannschaften der Bundesrepublik Deutschland und der DDR teil. Im Jahr darauf erlitt er eine Knieverletzung, so dass ihm das Ende seiner Laufbahn als Leistungssportler prognostiziert wurde.
Ripfel, ein gelernter Feinmechaniker, ging im November 1961 nach Schweden, um dort für sechs Monate zu arbeiten. Ein Freund überredete ihn, einen Sommer lang für den Stockholmer Radsport-Verein Djurgårdens IF anzutreten, 1964 wechselte er zum „CK Falken Stockholm“. Dabei war er so erfolgreich, dass er beschloss, in Schweden zu bleiben und die schwedische Staatsangehörigkeit sowie den Namen „Jupp“ offiziell anzunehmen. 1968 startete er für Schweden bei den Olympischen Spielen in Mexiko und belegte im 1000-Meter-Zeitfahren Rang 22. Bei den folgenden Bahn-Weltmeisterschaften in Montevideo errang er gemeinsam mit drei der Fåglum-Brüder die Bronzemedaille in der Mannschaftsverfolgung. 1965, 1966, 1970 und 1971 wurde er schwedischer Meister im Straßenrennen. 1970 gewann er den Titel im Mannschaftszeitfahren. 1965 siegte er auf einer Etappe der Schweden-Rundfahrt sowie im Skandisloppet, dem ältesten schwedischen Eintagesrennen, 1970 im Östgötaloppet, 1972 im Solleröloppet.

## Berufliches
1972 beendete Ripfel seine aktive Laufbahn. Anschließend machte er eine Ausbildung zum Diplom-Sportlehrer. Mehrere Jahre arbeitete er als Vereinstrainer, 13 Jahre lang war er schwedischer Nationaltrainer der Junioren und bei den Olympischen Spielen 1992 betreute er die schwedische Nationalmannschaft.

## Familiäres
Ripfel heiratete die Schwester des schwedischen Radrennfahrers Curt Söderlund.

## Erfolge

### Straße
1963
- eine Etappe Österreich-Rundfahrt

1964
- Schwedischer Meister – Staffel (mit Curt Söderlund und Owe Sundström)

1965
- eine Etappe Schweden-Rundfahrt
- Schwedischer Meister – Straßenrennen

1966
- Schwedischer Meister – Straßenrennen
- Schwedischer Meister – Staffel (mit Roland Strand und Nils Erik Kindh)

1968
- Schwedischer Meister – Staffel (mit Ted Claesson und Thomas Eriksson)
- zwei Etappen Marokko-Rundfahrt
- eine Etappe Friedensfahrt

1969
- eine Etappe Schweden-Rundfahrt

1970
- Schwedischer Meister – Straßenrennen
- Schwedischer Meister – Staffel (mit Torbjörn Boström und Bengt Bergström)
- Schwedischer Meister – Einzelzeitfahren (Mannschaftswertung) (mit Curt Söderlund und Tony Svensson)

1971
- eine Etappe Österreich-Rundfahrt
- Nordischer Meister – Mannschaftszeitfahren (mit Sune Wennlöf, Leif Hansson und Sten Andersson)
- Schwedischer Meister – Straßenrennen
- Schwedischer Meister – Staffel (mit Bert Jigstedt und Curt Olsson)

### Bahn
1968
- Weltmeisterschaft – Mannschaftsverfolgung (mit Erik Pettersson, Tomas Pettersson und Gösta Pettersson)[3]